# Furacão 2000 Twister
Furacão 2000 Twister é um álbum de funk carioca, lançado em CD (2005) e DVD (2006), pela equipe da Furacão 2000. O DVD recebeu o nome de Furacão 2000 Twister: Só Pra Esculachar.
Impulsionado pelo estrondoso sucesso da música Égua Pocotó, o CD vendeu cerca de 150.000 cópias. Por conta disso, a dupla MC Serginho & Lacraia ganharam uma placa com os dizeres: “homenagem ao Serginho e Lacraia pela vendagem superior a 100 mil cópias do CD Furacão 2000 Twister.”

## Faixas

### CD
1. Abertura Twister - Dennis DJ
2. Twister Treme Tudo - Bonde do Tigrão
3. Vai Lacraia - MC Serginho
4. Toma Pressão - Bonde do Vinho
5. Bonde do Tigrão - Bonde do Tigrão
6. Swing Do Vinho - Bonde do Vinho
7. Égua Pocotó - MC Serginho & Lacraia
8. Novinhas - Rock Bolado
9. Sergão	- Movimento Funk Clube
10. Bate Tambor - Mc Cauê
11. Cuidado Com a Fura - MC Cruel
12. Vinheta - Dennis DJ
13. Família Furacão - MC Mascote
14. Vem Dançar - MC Dentinho
15. Vem Me Amar - MC Ricardo e Esquisito
16. Potência 2000 - MC Sapão
17. Tornado Vai Te Pegar - MC Cruel
18. Pop Funk - Sapão
19. Chatuba - Sapão
20. Baile Funk É Lazer - DJ Bobo
21. Então Vai - Maquinhos Pixadão

### DVD - Furacão 2000 Twister: Só Pra Esculachar
01. Abertura Furacão 2000

02. Dance minha linda

03. Vida loca

04. Fala que é nos

05. Japonesa

06. Bonde passado

07. Eu solto a voz

08. Dessa vez

09. Uma hora

10. Babalu

11. Rap do Marido

12. Todo mundo vai querer

13. Duelo

14. Só zueira

15. Um otário pra bancar (Gaiola das Popozudas)

16. Jogo de sedução

17. Convocar

18. Por amor

19. Poderosa

20. Solteiras

21. Baile da furacão

22. Melo do intchotchomery

23. Palhinha

24. Final de semana

25. Face a face

26. Disciplina

27. Desesperado

28. Motivos